# Huabei Automobile
Huabei Automobile Co. Ltd. ist ein Hersteller von Kraftfahrzeugen aus der Volksrepublik China.

## Unternehmensgeschichte
Das Unternehmen aus Gaobeidian war zunächst im Geländewagenbereich aktiv. In den 1990er Jahren begann die Produktion von Omnibussen. Zwischen 2001 und 2007 wurden Personenkraftwagen hergestellt. Der Markenname lautete Huabei. 2005 entstanden 1800 Fahrzeuge. Die Verbindung zu Great Wall Motor ist unklar.

## Automobile
Zunächst stattete das Unternehmen Geländewagen vom Typ Beijing BJ212 mit Dieselmotoren aus.
Später stand der Pick-up HC 1020 im Sortiment. Zwei verschiedene Vierzylindermotoren mit 2237 cm³ Hubraum bzw. 2771 cm³ Hubraum und 75 kW bis 76 kW Leistung trieben die Fahrzeuge an. Bei einem Radstand von 3025 mm waren die Fahrzeuge zwischen 514 cm und 517 cm lang, 172 cm breit und zwischen 175 cm und 180 cm  hoch. Das Leergewicht war mit 1500 kg bis 1590 kg angegeben.
Der RV Tengshi HC 6460 E war ein SUV, der dem Honda CR-V ähnelte. Er hatte ebenfalls einen Vierzylindermotor mit 2237 cm³ Hubraum und 75 kW Leistung. Trotz identischen Radstandes von 2850 mm waren zwei Fahrzeuglängen von 4625 mm und 4900 mm im Angebot. Die Breite betrug 1800 mm und die Höhe 1720 mm.
Die Xingshi HC 6490 E und Chaosai HC 6490 E 1 waren größere SUV mit dem gleichen Motor. Ihr Radstand betrug 3025 mm. Die Länge variierte von 4860 mm bis 5150 mm bei einer Breite von 1790 mm und einer Höhe von 1800 mm bis 1830 mm.
Für 2005 sind 1800 Fahrzeuge überliefert.